# حمله سپلین
حمله سپلین (انگلیسی: Zepped) یک فیلم کوتاه صامت کمدی تبلیغاتی آمریکایی دربارۀ حملۀ سپلین‌های آلمانی به انگلستان در جریان جنگ جهانی اول است که در سال ۱۹۱۶ منتشر شد و چارلی چاپلین در آن بازی کرده‌است، اما بسیار بعید است که در تولید آن نقشی داشته‌است. این فیلم به شیوهٔ استاپ‌موشن و تلفیق سه یا چهار فیلم قبلی چاپلین همچون حرفه تازه او، فرار مینی‌بوسی، ولگرد و کنار دریا ساخته شد.
دو نسخه شناخته‌شده از این فیلم امروزه موجود است: یکی از نسخه‌ها را، یک کلکسیونر فیلم بی آنکه بداند، در سپتامبر ۲۰۰۹ طی حراج «یک حلقه» فیلم قدیمی در ای‌بی به قیمت ۳٫۲۰ پوند (حدود ۵ دلار) خریداری کرد و نیتروسلولز مورد نظر را در درون آن پیدا کرد. وی سپس فیلم را در ژوئن ۲۰۱۱ به حراج گذاشت اما تنها پیشنهادی به قیمت مورد نظر او یعنی ۱۰۰۰۰۰ پوند (۱۶۰۰۰۰ دلار) نرسید. نسخه دوم در یک قوطی از اقلام مختلف خریداری‌شده از یک مغازه اجناس دست‌دوم در شفیلد در ژوئیه ۲۰۱۱ پیدا شد.